# Дворянські комітети
Дворянські комітети  – губернські органи, створені спеціальним рескриптом імператора Олександра II з метою розроблення проекту положень про умови скасування кріпацтва в Російській імперії. 20 листопада 1857 на ім'я віленського генерал-губернатора В.Назімова було видано перший рескрипт про організацію Д.к. Протягом березня–жовтня 1858 такі комітети створювалися по всіх губерніях. В Україні переважну частину членів губернського дворянського комітету обирали повітові дворянські збори, а частину призначав губернатор. Протягом 1858–59 питання про умови скасування кріпосного права широко обговорювались у Д.к., на повітових дворянських зборах та нарадах. Д.к. при виробленні проектів "Положень" про відміну кріпосного права мали чітко дотримуватися програми й загальних вказівок Головного комітету (за свавільність губернатор міг розпустити Д.к.).
Щодо селянського питання поміщики розділилися на дві групи: консервативну (більшість), яка виступала проти наділення селян землею при звільненні від кріпацтва, та ліберальну (меншість), яка висловлювалася за звільнення селян із наділенням їх землею, але за певний викуп. До першої належали здебільшого поміщики чорноземних губерній (у т. ч. й частина українських), до другої – нечорноземних губ. (і частина українських теж), які відображали точку зору капіталізованого дворянства й ліберальної буржуазії. Ці два угруповання мали свої друковані органи: перше – "Журнал землевладельцев", друге – "Сельское благоустройство". В останньому друкувався Ю.Самарін. Близько до позицій лібералів стояв І.Вернадський, видавець "Экономического указателя". 8 вересня 1859 спеціальна редакційна комісія завершила підготовку єдиного законодавчого акта про звільнення селян із землею і передала його на обговорення у Д.к. Група дворян на чолі з консерватором В.Паніним підготувала протилежний проектові ред. комісії варіант пропозицій щодо вирішення аграрного питання, засудивши при цьому "комуністичні начала" проекту редакційної комісії. Далі розгорнулася боротьба за зміни окремих формулювань єдиного проекту, наслідком якої стало, за наполяганням представників деяких Д.к., зменшення норми селянських наділів у 115 повітах Російської імперії, що призвело у майбутньому до вилучення у селян відрізків, збільшення селянських повинностей та встановлення переоброчки через 20 років. Після цього проект із внесеними змінами, що значно погіршували становище селян, був переданий спочатку до Головного комітету із селянської справи, потім до Державної ради та на затвердження і підпис імператору Олександру II (див. Селянська реформа 1861).